# Nemapogon
Nemapogon is een geslacht van vlinders uit de familie van de echte motten (Tineidae).

## Soorten
- Nemapogon acapnopennella (Clemens, 1863)
- Nemapogon agenjoi Petersen, 1959
- Nemapogon alticolella Zagulajev, 1961
- Nemapogon anatolica Gaedike, 1986
- Nemapogon angulifasciella (Dietz, 1905)
- Nemapogon arcella (Fabricius, 1777)
- Nemapogon arcosuensis Gaedike, 2007
- Nemapogon arenbergeri Gaedike, 1986
- Nemapogon asyntacta (Meyrick, 1917)
- Nemapogon auropulvella (Chambers, 1873)
- Nemapogon bachmarensis Zagulajev, 1964
- Nemapogon barikotellus Petersen, 1973
- Nemapogon brandti Gaedike, 1986
- Nemapogon caucasicus (Zagulajev, 1964)
- Nemapogon clematella (Fabricius, 1781) (Satijnkroeskopje)
- Nemapogon cloacella (Haworth, 1828) (Gewoon kroeskopje)
- Nemapogon cyprica Gaedike, 1986
- Nemapogon defectella (Zeller, 1873)
- Nemapogon diarthrota (Meyrick, 1936)
- Nemapogon falstriella (Bang-Haas, 1881)
- Nemapogon flavifrons Petersen, 1959
- Nemapogon fraudulentella (Zeller, 1852)
- Nemapogon fungivorella (Benander, 1939)
- Nemapogon fuscalbella (Chrétien, 1908)
- Nemapogon geniculatella (Dietz, 1905)
- Nemapogon gerasimovi Zagulajev, 1961
- Nemapogon gliriella (Heyden, 1865)
- Nemapogon granella (Linnaeus, 1758) (Gespikkeld kroeskopje)
- Nemapogon gravosaellus Petersen, 1957
- Nemapogon hispanica Petersen & Gaedike, 1992
- Nemapogon hungaricus Gozmány, 1960
- Nemapogon inconditella (Lucas, 1956) (Licht kroeskopje)
- Nemapogon interstitiella (Dietz, 1905)
- Nemapogon kashmirensis Robinson, 1980
- Nemapogon kasyi Gaedike, 1986
- Nemapogon koenigi Capuse, 1967
- Nemapogon lagodechiellus Zagulajev, 1962
- Nemapogon leechi Robinson, 1980
- Nemapogon levantinus Petersen, 1961
- Nemapogon meridionella (Zagulajev 1962)
- Nemapogon mesoplaca (Meyrick, 1919)
- Nemapogon molybdanella (Dietz, 1905)
- Nemapogon multistriatella (Dietz, 1905)
- Nemapogon nevadella (Caradja, 1920)
- Nemapogon nevellus Zagulajev, 1963
- Nemapogon nigralbella (Zeller, 1859)
- Nemapogon ophrionella (Dietz, 1905)
- Nemapogon oregonella (Busck, 1900)
- Nemapogon orientalis Petersen, 1961
- Nemapogon palmella (Chretien 1908)
- Nemapogon picarella (Clerck, 1759)
- Nemapogon quercicolella Zeller, 1852
- Nemapogon reisseri Petersen & Gaedike, 1983
- Nemapogon rileyi (Dietz, 1905)
- Nemapogon roburella (Dietz, 1905)
- Nemapogon ruricolella (Stainton, 1859) (Okerkleurig kroeskopje)
- Nemapogon ruricorella (Stainton, 1849)
- Nemapogon sardicus Gaedike, 1983
- Nemapogon scholzi Sutter, 2000
- Nemapogon scutifera Gaedike, 2007
- Nemapogon secalella (Zacher, 1938)
- Nemapogon signatellus Petersen, 1957
- Nemapogon similella Gaedike, 2007
- Nemapogon somchetiella Zagulajev, 1961
- Nemapogon teberdellus (Zagulajev 1963)
- Nemapogon tylodes (Meyrick, 1919)
- Nemapogon variatella (Clemens, 1859) (Gehoekt kroeskopje)
- Nemapogon vartianae Gaedike, 1986
- Nemapogon wolffiella Karsholt & Nielsen, 1976 (Donker kroeskopje)